# Adalbert Zuckschwerdt
Adalbert Zuckschwerdt (ur. 1 stycznia 1874, zm. 1 lipca 1945) – niemiecki oficer marynarki wojennej, weteran I i II wojny światowej.

## Kariera wojskowa
Do Kaiserliche Marine wstąpił 4 kwietnia 1893 roku. W 1896 roku ukończył kurs oficerski i otrzymał stopień podporucznika, a w 1900 roku porucznika marynarki. W okresie 1904–1906 służył w stopniu kapitana (Kapitänleutnant) na krążownikach pancernych SMS „Prinz Heinrich” i SMS „Roon”. Następnie przez trzy lata był instruktorem w Schiffsartillerieschule. Od 1909 roku służył na pancerniku SMS „Hessen”, na którym dwa lata później został pierwszym oficerem (w stopniu komandora podporucznika – Korvettenkapitän).

### I wojna światowa
W 1913 roku został przeniesiony na Pacyfik, gdzie objął dowodzenie nad krążownikiem lekkim SMS „Cormoran”. Wkrótce po wybuchu I wojny światowej ten przestarzały okręt został wycofany ze służby i przekształcony w Jiaozhou w hulk. Natomiast jego załoga z Zuckschwerdtem na czele obsadziła zdobyczny rosyjski statek handlowy SS „Riazań”. Został on pośpiesznie przekształcony w krążownik pomocniczy i przemianowany na SMS „Cormoran” (dla odróżnienia od poprzedniej jednostki zwany też Cormoranem II). W grudniu 1914 ścigany przez japońską flotę okręt schronił się na wyspie Guam, gdzie został wraz z załogą internowany przez Amerykanów. Na wieść o przystąpieniu USA do wojny, 7 kwietnia 1917 roku Zuckschwerdt nakazał dokonać jego samozatopienia.
Do października 1919 roku przebywał w amerykańskiej niewoli. Wkrótce po powrocie do Niemiec, otrzymawszy awans na komandora porucznika (Fregattenkapitän), 24 listopada 1919 został zwolniony ze służby.

### II wojna światowa

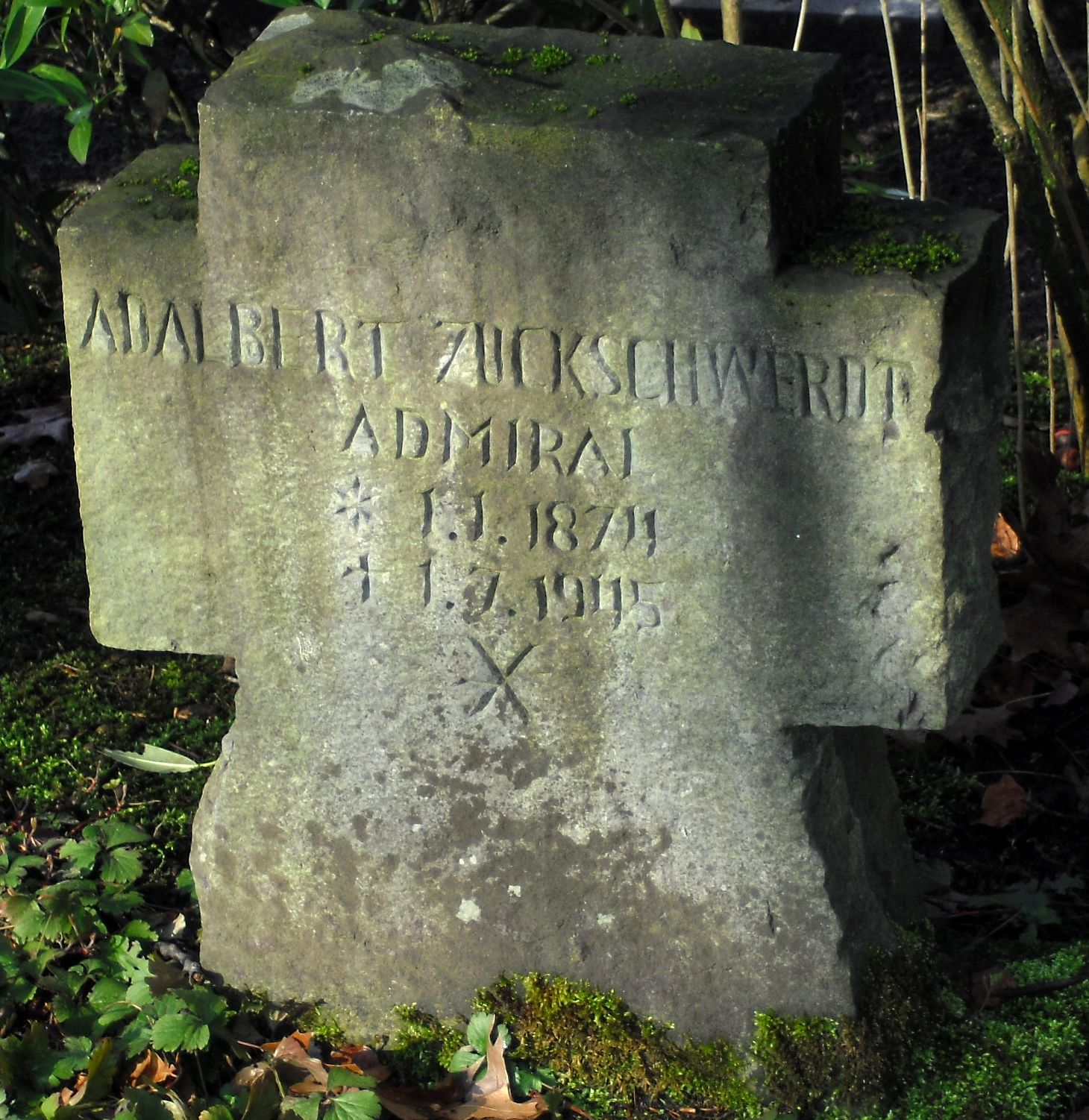
Grób A. Zuckschwerdta na cmentarzu wojennym w Hövelhof

W sierpniu 1940 roku wstąpił w szeregi Kriegsmarine. Sprawował funkcję komendanta portów w Nieuwpoort i Calais. Od lutego 1941 do listopada 1942 roku komandor (Kapitän zur See) Zuckschwerdt piastował stanowisko Dowódcy Obrony Ujścia Loary (Kommandant der Seeverteidigung „Loire Mündung”), a później Langwedocji (KdS „Languedoc”) i francuskiego południowego wybrzeża (Admiral der französischen Südküste). W marcu 1943 roku został awansowany do stopnia kontradmirała. 31 maja 1944 roku odszedł w stan spoczynku. W maju 1945 roku trafił do alianckiej niewoli, w której niecałe dwa miesiące później zmarł.